# Guillermo Enríquez Simoni
Guillermo Enríquez Simoni (* 23 de enero de 1890, Fresnillo, Zacatecas, México – † México) fue un periodista mexicano que vivió en la ciudad de Guadalajara, Jalisco, desempeñándose también como jugador del Club Deportivo Guadalajara en la Liga Amateur de Jalisco, y resultando campeón de goleo en la temporada 1909-1910. Desde 1912 se enroló en la industria del periodismo, y desde 1923 se dedicó a ser publicista. 
Fue director de "El Regional", periódico que se editaba en la ciudad de Guadalajara, Jalisco. Su combatividad periodística lo llevó a ser objeto de enconada persecución que casi lo condujo al fusilamiento, después de ser preso en la Prisión de Santiago Tlatelolco. La intervención muy oportuna del Lic. Tamariz, ministro del Gabinete Huertista fue lo que lo salvó. En la década de los treinta fue presidente y gerente general del periódico Excélsior.